# Fédération Béninoise d’Escrime
Die Fédération Béninoise d’Escrime (kurz FBE, deutsch Beninischer Fechtverband) ist der nationale Fechtverband im westafrikanischen Staat Benin.

## Geschichte
Der Verband wurde Ende Dezember 2012 durch das beninische NOK gegründet und Jacques Okoumassoun dabei als erster Präsident gewählt. Mit dem Doppelstaatsbürger Yémi Apithy war das Land bereits vor der Verbandsgründung bei den Fechtweltmeisterschaften 2011 vertreten. Bei Olympia 2016 in Rio wurde Apithy dann auch der erster Fechter Benins bei Olympischen Spielen.
Eine Wiederwahl Okoumassouns als Präsident erfolgte Anfang 2021. Im selben Jahr wurde der ehemalige Sportjournalist zum stellvertretenden Generalsekretär des afrikanischen Kontinentalverbandes Confédération Africaine d’Escrime (CAE) gewählt.
Im September 2023 richtete der Verband die elfte Auflage der beninschen Meisterschaften aus. Dabei wurden seitens des Nationalen Olympischen Komitees zuvor noch weitere Materialien nach internationalen Standards bereitgestellt.